# ثورنر أسمان
ثورنر أسمان (بالسويدية: Thörner Åhsman)‏ (30 يوليو 1931 – 30 أكتوبر 2016) هو ملاكم سويدي راحل، مثّل بلاده في الألعاب الأولمبية الصيفية 1956.

## روابط خارجية
- ثورنر أسمان على موقع IMDb (الإنجليزية)
- ثورنر أسمان على موقع قاعدة بيانات الأفلام السويدية (السويدية)

ثورنر أسمان على موقع بوكس ريك (الإنجليزية) (registration required)
- ثورنر أسمان على موقع أوليمبيديا (الإنجليزية)
- ثورنر أسمان على موقع اللجنة الأولمبية السويدية (السويدية)